# Gran sello del estado de Arkansas
El gran sello del estado de Arkansas fue adoptado en 1864 y modificado a su forma actual en 1907. La corona circular del sello contiene el texto "Great Seal of the State of Arkansas" ("Gran Sello del Estado de Arkansas"). El anillo interior del sello contiene el Ángel de la Misericordia, la Espada de la Justicia y la Diosa de la Libertad rodeados por un águila calva. El águila sostiene en su pico un pergamino inscrito con la frase en latín "Regnat Populus", lema del estado, lo que significa "El pueblo reina". (El pergamino decía "Regnant Populi" antes de 1907). En el escudo que está dentro del sello hay un vapor, un arado, una colmena y una gavilla de trigo, los símbolos de la riqueza industrial y agrícola de Arkansas.

## Otros sellos de Arkansas

Sello de la Corte Suprema de Arkansas
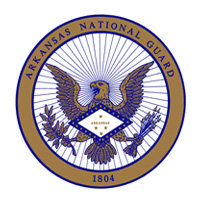
Sello de la Guardia Nacional de Arkansas
Sello del Departamento de Transporte y Carreteras Estatales de Arkansas

## Evolución histórica del sello

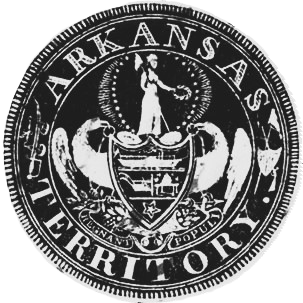
Gran Sello Territorial de Arkansas antes de 1835
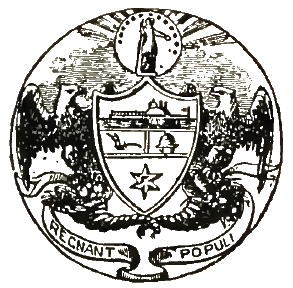
Gran Sello Territorial de Arkansas desde 1836
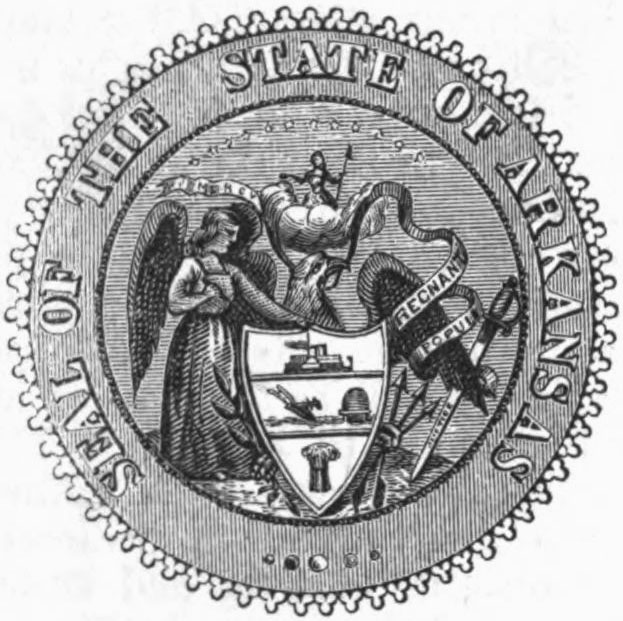
Gran Sello Territorial de Arkansas desde 1864
Gran Sello Territorial de Arkansas después de 1907